# Sprong in het heelal
Sprong in het heelal is de Nederlandse sciencefictionhoorspeluitvoering van de BBC radiohoorspelserie Journey into Space van Charles Chilton. Het eerste deel, Journey into Space - Operation Luna, werd uitgezonden op 19 oktober 1953 door de BBC.
In Nederland werden de eerste drie series geproduceerd en uitgezonden door de KRO: de eerste serie Operatie Luna in seizoen 1955/1956, de tweede Het Marsmysterie in 1956/1957 en de derde Mars slaat toe in 1957/1958. De regie van deze Nederlandse series had Léon Povel. De vertaling werd gemaakt door mr. Eddy Franquinet, die dat deed onder het pseudoniem P.R.O. Peller (uitspraak propeller, niet pee er o peller), dit op uitdrukkelijk verzoek van de minister van Justitie, om enige afstand te bewaren tussen zijn werk als rechter in Roermond en zijn vele schrijverij.
De vierde serie De terugkeer van Mars, door de BBC al in 1981 uitgezonden, is pas enkele jaren geleden vertaald door Guy Sweens, waarbij Léon Povel zelf hem nog de nodige adviezen heeft gegeven. In het voorjaar van 2013, na Povels overlijden, heeft zijn jongste zoon Winfried Povel de regie op zich genomen en alsnog het spel gerealiseerd, als eerbetoon aan zijn vader en daaraan hebben vele bekende beroepshoorspelacteurs en astronaut André Kuipers, die een groot fan van hem en De Sprong was, belangeloos meegewerkt. Ook deze serie is door de KRO uitgezonden, te weten op 5, 12, 19 en 26 januari 2014 via zowel Radio 5 Nostalgia als Radio 1.

## Serieoverzicht
|                                                               | Serie 1 Operatie Luna | Serie 2 Het Marsmysterie | Serie 3 Mars slaat toe | Serie 4 De terugkeer van Mars |
| ------------------------------------------------------------- | --- | --- | --- | --- |
| Omschrijving                                                  | De eerste expeditie naar de maan. De eerste schreden op het gebied van de ruimtevaart voeren de luisteraar naar de maan waar de ruimtevaarders kennismaken met tijdreizigers. | In deze tweede serie vertrekt Captain Morgan met zijn expeditie naar Mars. Mars blijkt niet zo'n saaie planeet als men eerst dacht. Er breken spannende tijden aan. | De aarde wordt bedreigd door een invasie van Marsbewoners. Er wordt een nieuwe expeditie naar Mars gestart om achter de exacte plannen van de Marsianen te komen. | Captain Morgan en zijn bemanning maken een derde reis naar Mars om te inspecteren of iedereen die planeet verlaten heeft. Op de terugreis raken zij echter verdwaald in de tijd. |
| Auteur                                                        | Charles Chilton | Charles Chilton | Charles Chilton | Charles Chilton |
| Vertaling                                                     | P.R.O. Peller (Mr. E. Franquinet) | P.R.O. Peller (Mr. E. Franquinet) | P.R.O. Peller (Mr. E. Franquinet) | Guy Sweens |
| Geluidseffecten                                               | André du Bois Ad van de Ven Léon Povel | André du Bois Ad van de Ven Léon Povel | André du Bois Ad van de Ven Léon Povel | André du Bois Ad van de Ven Léon Povel Guy Sweens en Gerard Leeuw van Beeld en Geluid in Hilversum                                                                               |
| Techniek                                                      | Ad van de Ven | Ad van de Ven | Ad van de Ven | Guy Sweens |
| Regie                                                         | Léon Povel | Léon Povel | Léon Povel | Winfried Povel |
| Aantal afleveringen                                           | 18 | 20 | 20 | 4 |
| Duur                                                          | 6 uur 28 min 39 s | 12 uur 30 min 39 s | 12 uur 47 min 13 s | 2 uur 11 min 34 s |
| Omroep                                                        | KRO | KRO | KRO | KRO |
| 1e uitzending                                                 | 1 oktober 1955 | 23 september 1956 | 22 september 1957 | 5 januari 2014 |
| Cd-uitgave                                                    | 6 cd's | 10 cd's | 10 cd's | 2 cd's |
| Engelse titel                                                 | Journey into space - Journey to the Moon en in de remake van 1958, omdat de oude versie verloren was gegaan, Journey into space - Operation Luna | Journey into space - The Red Planet | Journey into space - The World in Peril | Journey into space - Return from Mars |
| Nederlandse boektitel                                         | Operatie Luna | De rode planeet | Aanval op de aarde | |
| Hoofdrolspelers                                               | | | | |
| Jeff Morgan (Engels: Jet Morgan), gezagvoerder, Schot         | John de Freese | John de Freese | John de Freese | Hein Boele |
| Dokter "Doc" Matthews, verteller, arts, Amerikaan             | Louis de Bree | Adolf Bouwmeester (wegens ziekte van Louis de Bree) | Louis de Bree | Hero Muller |
| Stephen "Mitch" Mitchell, ingenieur, Australiër               | Jan van Ees | Jan van Ees | Jan van Ees | Chiel de Kruijf |
| Jimmy Barnet (Engels: Lemmy Barnett), elektronicus, Engelsman | Jan Borkus | Jan Borkus | Jan Borkus | Jack Mulder |
| Overigen                                                      | | | | |
| Sir William Morgan                                            | Nico de Jong | | | |
| Reclameagent/luidspreker                                      | Harry Bronk | | | |
| Radio-omroeper                                                | Harry Bronk | | | |
| McKenzie                                                      | Wam Heskes | | | |
| Flemming/tijdklok                                             | Peter Aryans | | | |
| Denning                                                       | Johan Wolder | | | |
| Dokter (bedrijfsarts/tv)                                      | Willem de Vries | | | |
| Telefonist/televisieverslaggever                              | Han König | | | |
| Radar/waarnemer 2                                             | Han König | | | |
| Brown/chauffeur/filmgroep                                     | Maarten Kapteyn | | | |
| Kelner/telegraaf bestseller                                   | Johan Wolder | | | |
| Lid van reddingsbrigade                                       | Johan Wolder | | | |
| Radio-omroeper/pol.II                                         | Harry Bronk | | | |
| Autobestuurder/voorzitter                                     | Rien van Noppen | | | |
| Pol.I/Flemming/stem uit volk                                  | Peter Aryans | | | |
| Luchtvaartdienst/stewardess                                   | Eva Janssen | | | |
| Wilson                                                        | Paul van der Lek | | | |
| Tom Newcombe/tijdklok                                         | Peter Aryans | | | |
| Oom Charles                                                   | Daan van Ollefen | | | |
| Jeff (als jongen)                                             | Stijn Povel | | | |
| Stem I (radio Venus)                                          | Wam Heskes | | | |
| Stem II (radio Aarde)                                         | Peter Aryans | | | |
| Omroeper van BBC                                              | Piet Ekel | | | |
| Radio Groenland                                               | Maarten Kapteyn | | | |
| De stem                                                       | Wam Heskes | | | |
| Controle op de aarde                                          | Frans Somers Paul van der Lek | Johan Wolder | Henk Josso | |
| Stemmen                                                       | Paul van der Lek | | Piet Ekel Paul van der Lek | |
| Landingsleider op de maan                                     | | Peter Aryans | | |
| Mac                                                           | | Paul van der Lek | | |
| Technische afdeling op de maan                                | | Han König | | |
| Controle op de maan                                           | | Han König | Herman van Eelen | |
| Journalisten, vrachtvaarders en andere stemmen                | | Harry Bronk Frans Somers Herman van Eelen Han König Paul Deen Jan Borkus Maarten Kapteyn | | |
| Frank Rogers (Vrachtvaarder 2, later 1 en Poolbasis)          | | Paul van der Lek | Paul van der Lek | |
| Francis Whittaker (Vrachtvaarder 2 en later 6)                | | Peter Aryans | | |
| Bill Grimshaw (Vrachtvaarder 5, later 1 en Poolbasis)         | | Herman van Eelen | | |
| Petersen (Vrachtvaarder 6)                                    | | Paul Deen | | |
| Evans (Vrachtvaarder 2)                                       | | Frans Somers | | |
| Nep-aardcontrole                                              | | Robert Sobels | | |
| McLean                                                        | | Paul Deen | Paul Deen | |
| Moeder van Jimmy                                              | | Dogi Rugani | | |
| Van den Berg                                                  | | Dries Krijn | | |
| Gouddelver annex dingojager                                   | | Han König | | |
| John                                                          | | John Soer | | |
| Martha                                                        | | Ans Koppen | | |
| Vliegende dokter                                              | | Ko van de Bos | | |
| Dobson                                                        | | Jo Vischer jr. | | |
| Harding                                                       | | Jo Vischer jr. (d) | Jo Nobel | |
| Bill Webster                                                  | | Tonny Foletta | | |
| Arbeider                                                      | | Han König | | |
| Controleur                                                    | | Dries Krijn | | |
| Paddy (Poolbasis)                                             | | Han König | | |
| Gouverneur van Maanstad                                       | | | Robert Sobels | |
| Hoofdingenieur                                                | | | Jo Nobel | |
| Tijdklok                                                      | | | Fé Sciarone | |
| Commissie van onderzoek                                       | | | Maarten Kapteyn en Sylvain Poons | |
| Sterrenwacht                                                  | | | Sylvain Poons | |
| Professor Hadley                                              | | | Jos van Turenhout | |
| Moore                                                         | | | Bert Dijkstra | |
| Chauffeur                                                     | | | Jo Vischer jr. | |
| Telefoonstem                                                  | | | Hetty Berger | |
| Piloot van maanraket                                          | | | Jos van Turenhout | |
| Paddy Flynn                                                   | | | Peter Aryans | |
| Voorman                                                       | | | Han König | |
| Marsiaan                                                      | | | Piet Ekel | |
| Arbeider                                                      | | | Han König | |
| Cassia                                                        | | | | Paula Majoor |
| Landingscontrole in Londen                                    | | | | Leontine van Ooij |
| Vlucht 127                                                    | | | | Peter Schrama |
| Gezagvoerder                                                  | | | | Henk Weltevreden |
| Commandant Nichols                                            | | | | André Kuipers |
| Talia Controle                                                | | | | Vivian Boelen |
| Ondervrager                                                   | | | | John Beringen |
| Videofoon                                                     | | | | Tom Onokiewicz |
| Raadsman                                                      | | | | Hans Simonis |
| Recyclingdienst                                               | | | | Edvard Niessing |
| De Sauteriaan                                                 | | | | Donald de Marcas |
| Afleveringen                                                  | 1. Mislukte start 2. Een aanbod 3. Het geheim van Dr. Mitchell 4. De start 5. Op reis door de ruimte 6. Landing op de maan 7. Vreemde dingen op de maan 8. Is terugkeer mogelijk of niet? 9. Vliegende schotels 10. Verloren in de eindeloze ruimte 11. De reddende planeet 12. Op aarde, maar waar en wanneer? 13. Steeds meer raadsels 14. De stem 15. In het binnenste der aarde 16. Onthullingen 17. Terug - tot elke prijs 18. De weg terug | 1. De expeditie naar Mars 2. De geheimzinnige Whittaker 3. Wat is er aan de hand met Whittaker? 4. De ondergang van Vrachtvaarder 7 5. Doorbraak door het onbekende 6. Een vreemd bevel 7. Ontdekkingen in Vrachtvaarder 6 8. Landing op Mars 9. Het geheimzinnige licht 10. Over land naar de evenaar 11. Raadsels om Vrachtvaarder 2 12. De vliegende bol 13. Onzichtbare vijanden 14. Onweerstaanbare machten 15. Willoze slachtoffers 16. Een schapenfarm op Mars 17. Gevangenen van de Marsbewoners 18. Achtervolging en ontsnapping 19. De stem uit de woestijn 20. De vlucht | 1. Het onderzoek 2. De asteroïden 3. Onthullingen 4. Start naar Mars 5. Op weg naar Mars 6. Gesprek met Frank Rogers 7. Landing op Mars 8. Een vreemdsoortige gevangenis 9. Jeff en Jimmy op verkenning 10. Wat Frank Rogers en Paddy Flynn vertelden 11. De verdwijning van Paddy Flynn 12. De terugkeer van Paddy Flynn 13. De dood van Paddy Flynn 14. Het wapen van de Marsianen 15. Ontsnappingsplannen 16. Terugkeer naar Mars 17. Vlucht van Mars 18. Het laatste bericht 19. De man van Mars 20. De beslissende strijd | 1. Een koele ontvangst 2. Dwangarbeid 3. De Sauterianen 4. Verbannen |

## Muziek
Voor de hoorspelserie Sprong in het heelal gebruikten de makers als omlijstende muziek fragmenten uit de balletsuite Medea van Samuel Barber in de uitvoering door het New Symphony Orchestra of London, gedirigeerd door Samuel Barber zelf. Er werd hoorbaar gebruik gemaakt van bekraste grammofoonplaten. Op de avond van de laatste hoorspelaflevering van de derde serie, 16 februari 1958, zond de KRO-radio de uitvoering door dat orkest uit op verzoek van honderden hoorspelluisteraars. De muziek begint met de dreigende bastonen van het Parodos, die de intro van elke hoorspelaflevering vormden onmiddellijk na het fluitende opstijgen van de raket.

## Verhaal
Hoofdrolspelers zijn gezagvoerder Jeff Morgan, technicus Stephen Mitchell, dokter Matthews en marconist Jimmy Barnet.

### Operatie Luna
1965. Het viertal reist met de Luna naar de maan om daar twee weken te verblijven. Op het moment dat ze willen vertrekken voor de terugreis, bij het invallen van de maannacht, valt de volledige technische installatie uit, zodat ze op de maan moeten blijven. Pas na twee weken komt er weer leven in de raket. Na vertrek zien ze de ruimteschepen van een buitenaardse beschaving. Ze verdwalen in de ruimte en landen uiteindelijk op een planeet die de aarde blijkt te zijn, maar 40 000 jaar in het verleden. Ze ontmoeten de buitenaardse wezens, die moeite doen om hen weer terug te krijgen in de 20e eeuw. Daarbij wordt hun geheugen gewist, alleen door het dagboek van dokter Matthews weten ze wat er gebeurd is.

### Het Mars-mysterieenMars valt aan
In 1971 is er een stad op de maan verrezen. Hetzelfde viertal reist vanaf de maan naar Mars voor een verblijf van een jaar. Hun vlaggenschip, de Pioneer (in het boek Discovery) wordt vergezeld door acht vrachtschepen, elk met twee bemanningsleden. Het blijkt dat de Marswezens technisch veel verder gevorderd zijn dan de aardse mensen, ze hebben zelfs de aarde bezocht. Omdat Mars een woestijn is geworden, willen ze verhuizen naar de aarde en de aardbewoners leren om hun planeet te sparen. Ter voorbereiding hebben ze in de afgelopen eeuw mensen van de aarde naar Mars ontvoerd om te helpen met de invasie. Bij die invasie zullen alle mensen in een hypnotische staat worden gebracht. Met inzet van al hun kunnen weten de hoofdrolspelers deze invasie te verhinderen. Er is nog maar een Marswezen in leven. Nu zijn invasie mislukt is, besluit hij met een aantal menselijke vrijwilligers zijn heil te zoeken op een exoplaneet.

## Trivia
- Charles Chilton voltooide het script van een aflevering vaak pas een paar dagen voor de opnames bij de BBC.
- Serie 2 eindigt als de bemanning van de Pionier op het punt staat om van hun reis vanaf Mars op de aarde te landen. Aan het begin van serie 3 echter landen ze niet op de aarde, maar op de maan.
- Serie 4 sloot oorspronkelijk ook niet aan op het einde van serie 3. Dat stukje heeft Winfried Povel daarom herschreven en er een derde reis naar Mars van gemaakt.
- In 1963 bracht de Amsterdamse zanggroep The Fouryo's, die voornamelijk bekend was door haar Nederlandstalige versies van nummers van The Everly Brothers, het lied Sprong in het Heelal uit.[8] De tekst bevat verschillende referenties naar het gelijknamige hoorspel.
- In 1977 werd de eendelige serie Het testament van Whittaker uitgezonden.[9] Dit hoorspel, dat was geschreven door John Beringen, ging over de nazaten van Jeff Morgan en Francis Whittaker uit Sprong in het Heelal. Léon Povel had de aflevering opgenomen in zijn eigen huis, samen met Het Genootschap van de Twaalfde September.[10]

## Voetnoten
1. ↑  Zie voor een uitgebreide Biografie over Mr. E. Franquinet
2. ↑  Zie voor het achtergrondverhaal met foto's en luister naar opnamefragmenten met bloopers op Hoorspelweb.com: The Making of 'Sprong in het heelal 4'.
3. ↑  De oorspronkelijke opnamen van delen 1, 2, 3, 5 en 6 zijn verloren gegaan en werden in 2010 voor de cd-uitgave van Uitgeverij Rubinstein opnieuw ingesproken door Arend Jan Heerma van Voss
4. ↑  Titel: Sprong in het heelal 1 - Operatie Luna, 6 cd's, luisterboek/hoorspel, Uitgeverij Rubinstein b.v., 2008, ISBN 9789047605355; Sprong in het heelal 2 - Het Marsmysterie, 10 cd's, luisterboek/hoorspel, Uitgeverij Rubinstein b.v., 2006, ISBN 9789054445326 alsmede Titel: Sprong in het heelal 3 - Mars slaat toe, 10 cd's, luisterboek/hoorspel, Uitgeverij Rubinstein b.v., 2007, ISBN 9789047601739; Sprong in het heelal 4 - De terugkeer van Mars, 2 cd's, Uitgeverij Rubinstein b.v., ISBN 9789047616672.
5. ↑  Titel: Operatie Luna, Elsevierpocket E 109; De rode planeet, Elsevierpocket E 108; Aanval op de aarde, Elsevierpocket E 95.
6. ↑  Chilton verwisselde regelmatig de namen van bemanningsleden van de vrachtvaarders
7. ↑  Cd: Samuel Barber - Barber conducts Barber, Naxos Historical, nr. 8.111358
8. ↑  https://dutchcharts.nl/showitem.asp?interpret=The+Fouryo%27s&titel=Sprong+in+het+heelal
9. ↑  Gearchiveerde kopie. Gearchiveerd op 23 september 2022. Geraadpleegd op 25 maart 2022.
10. ↑  http://www.hoorspelweb.com/IM/Leon_Povel-IM-inzet.htm